# Scholastes carolinensis
Scholastes carolinensis är en tvåvingeart som beskrevs av Günther Enderlein 1924. Scholastes carolinensis ingår i släktet Scholastes och familjen bredmunsflugor. Inga underarter finns listade i Catalogue of Life.